# Hunga guillauminii
Espèce
Statut de conservation UICN

 EN  : En danger
Hunga guillauminii est une espèce de plantes à fleurs de la famille des Chrysobalanaceae. C'est un arbuste endémique à la Nouvelle-Calédonie.

## Description
- Arbuste de 1 à 2 m de haut[1].
- Petites fleurs blanc verdâtre sur des inflorescences courtes, terminales ou axillaires[2].

## Répartition
Endémique aux maquis ligno-herbacé sur sols de péridotites avec une distribution restreinte à Pouembout et Koumac au nord-ouest de la Grande Terre en Nouvelle-Calédonie.